# أدريانا ليزبو
أدريانا ليزبو (بالإنجليزية: Adriana Lisboa) (25 أبريل 1970، ريو دي جانيرو في البرازيل)؛ كاتِبة مُتخصِّصة في أدب الأطفال، شاعرة، مترجمة وروائية برازيلية.

## روابط خارجية
- أدريانا ليزبو على موقع IMDb (الإنجليزية)
- أدريانا ليزبو على موقع قاعدة بيانات الفيلم (الإنجليزية)